# Limonium roridum
Limonium roridum ist eine Pflanzenart aus der Gattung der Strandflieder (Limonium) in der Familie der Bleiwurzgewächse (Plumbaginaceae).

## Merkmale
Limonium roridum ist ein ausdauernder Halbstrauch, der Wuchshöhen von 10 bis 35 Zentimeter erreicht. Der Stängel ist aufrecht und warzig-rau. Die Blätter sind schmal lanzettlich und spitz. Der Blattrand wirkt aufgrund von Warzen scheinbar gezähnelt. Die Tragblätter sind glatt und kahl. Die Ähren sind locker. Die Kelchröhre ist kahl. Sie hat die gleiche Länge wie das innere Tragblatt.
Die Blütezeit reicht von Mai bis Juli, selten bis Oktober.
Die Chromosomenzahl beträgt 2n = 43.

## Vorkommen
Limonium roridum kommt im Bereich der südlichen und zentralen Ägäis vor und ist damit eine der weiter verbreiteten Arten. Die Art wächst auf Kalkfelsen am Meer.

## Taxonomie
Ein viel verwendetes Synonym von Limonium roridum (Sm.) Brullo & Guarino ist Limonium hyssopifolium (Girard) Rech.f.